# Мамедова Сіддіга Рза-кизи
Сіддіга Маме́дова (азерб. Siddiqə Məmmədova; 8 березня 1925, Шахріяр — 5 серпня 2017) — радянський і азербайджанський учений-ентомолог, доктор біологічних наук з 1971 року, професор з 1993 року, дійсний член Національної академії наук Азербайджену з 2001 року.

## Біографія
Народилася 8 березня 1925 року в селі Шахріяр Іллічівського району Нахічеванської АРСР (тепер Шарурського району Нахічеванської Автономної Республіки Азербайджану). 1940 року поступила до сільськогосподарського технікуму в Гянджі, який закінчила 1943 року. 1947 року з відзнакою закінчила агрономічний факультет Азербайджанського сільськогосподарського інституту. У 1948 році вступила до аспірантури в Інституті ентомології, а в 1952 році отримала ступінь кандидата сільськогосподарських наук, захистивши дисертацію на тему «Шкідники насіння в Азербайджані та заходи боротьби з ним». З 1952 по 1963 рік працювала асистентом, доцентом в Азербайджанському сільськогосподарському інституті. Член КПРС з 1959 року.
З 1963 року директор Азербайджанського науково-дослідного інституту захисту рослин. У 1971 році захистила докторську дисертацію. У 1983 році обрана членом-кореспондентом АН Азербайджанської РСР. 1985 року обрана депутатом Верховної Ради Азербайджанської РСР.
Померла 5 серпня 2017 року.

## Наукова діяльність
Основні наукові праці присвячені питанням захисту виноградної лози, бавовнику, плодоовочевих культур і лісових насаджень. Автор понад 220 наукових публікацій, 5-ти навчальних посібників, в тому числі навчального посібника по сільськогосподарській ентомології, 2-х підручників, 3-х монографій, 7-ми винаходів, 3-х каталогів пестицидів. Серед робіт:
- Сільськогосподарська ентомологія. — Баку, 1964 (у співавторстві)(азерб.);
- Система ведення сільського господарства Азербайджану. — Баку, 1976. (у співавторстві)(азерб.).

## Відзнаки
- Заслужений діяч науки Азербайджанської РСР;
- Нагороджена двома орденами Трудового Червоного Прапора, орденом «Знак Пошани».